# 西村元延
西村 元延（にしむら もとのぶ、1951年1月9日 - ）は、日本の経営者。マンダム社長を務めた。大阪府出身。

## 経歴
1974年に明治学院大学経済学部を中退し、1975年4月にマンダムに入社。1984年6月に取締役を就任し、1987年6月に常務を経て、1990年6月に副社長に就任し、1995年6月には社長に昇格。2021年4月から会長を務めた
。